# Stoomboot-Reederij Fop Smit & Co

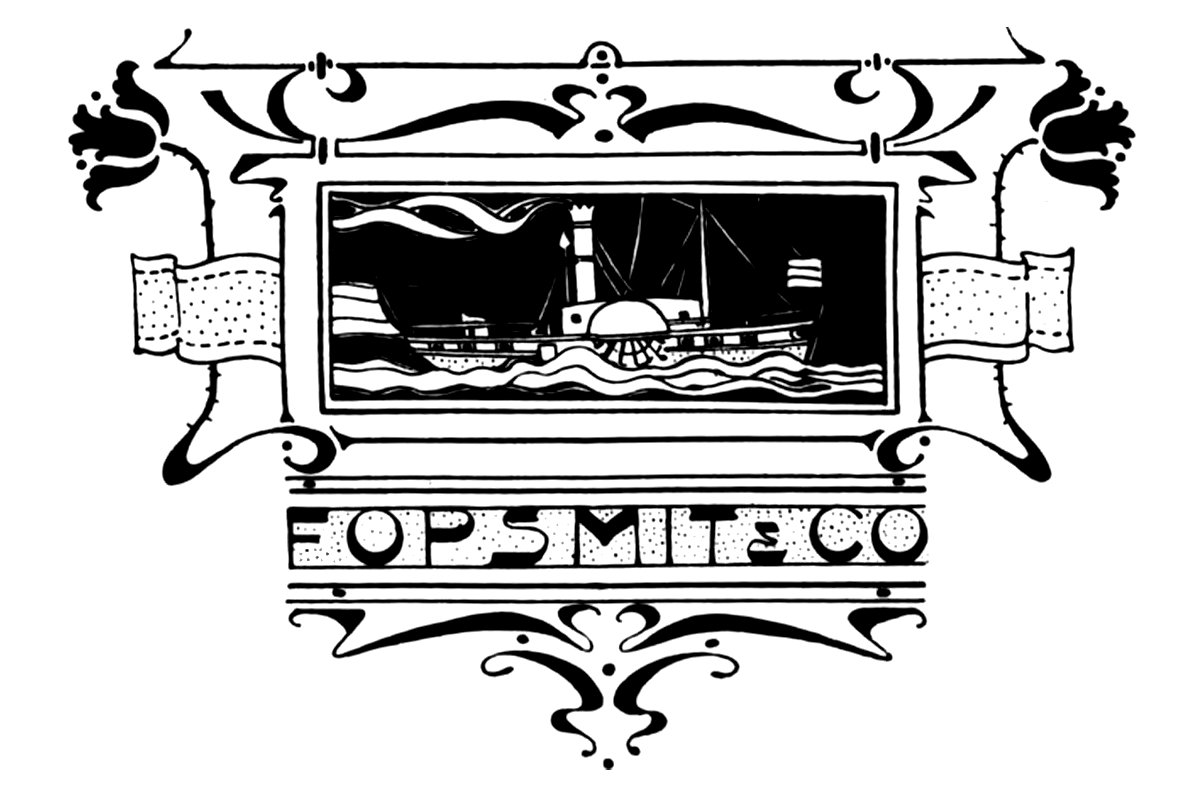
logo

De Stoomboot-Reederij Fop Smit & Co was een Nederlandse rederij, actief van 1877 tot 1949. Aanvankelijk opereerde het bedrijf als beurtvaartrederij, waarbij vervoer langs vaste trajecten volgens een dienstregeling werd aangeboden. Later werden ook dagtochten en ander toeristisch vervoer verzorgd, die door veranderingen in de markt voor het bedrijf steeds belangrijker werden. In 1928 werd het bedrijf ingelijfd door de RTM, de latere RET. Onder meer door een opnieuw veranderde markt kwam de klad in het bedrijf en de RTM staakte de activiteiten in 1949.

## Historie
Het bedrijf ontstond in 1877 uit een samenwerking van de Dordtsche Stoombootmaatschappij en de Stoombootdienst Merwede, die nog door de befaamde Fop Smit was opgericht. De nieuwe maatschappij, eerst onder de naam Fop Smit en de Reede, verkreeg de concessie voor de lijndienst tussen Rotterdam, Dordrecht en Gorinchem. In 1878 veranderde de naam definitief in Stoomboot-Reederij Fop Smit & Co.
Het bedrijf opende de lijndienst met 6 vaarten per dag, onderhouden door de Johan de Witt I en II, de Cornelis de Witt I en II, van de DSM en de Merwede II afkomstig van de stoombootdienst Merwede.
In 1879 kwam de Merwede I in dienst, een nieuw gebouwde luxe salonraderboot, en het aantal afvaarten werd uitgebreid naar 10 per dag. 1882 werd de Merwede III aangekocht om als vrachtschip te worden ingezet. Hetzelfde jaar werd de firma Quakernaat uitgekocht (dienst Gorinchem - Dordrecht) waarmee de raderboot Quakernaat aan de vlootlijst kon worden toegevoegd. De opening van de spoorwegverbinding tussen Rotterdam en Dordrecht en later (1885) de lijn Dordrecht - Gorinchem - Geldermalsen zorgde voor veel concurrentie. In 1897 werd de W.F. Leemans, genoemd naar de inspecteur van de waterstaat, aangekocht, eveneens een luxe salonraderboot.
In de loop der jaren werd het aantal diensten seizoensgebonden. Rond 1900 werden in de winter 6 à 8 diensten per dag gevaren en in de zomer en 10 à 20.
| Aantal reizigers op de lijndienst Rotterdam - Gorinchem in de periode 1878-1899 | Aantal reizigers op de lijndienst Rotterdam - Gorinchem in de periode 1878-1899 | Aantal reizigers op de lijndienst Rotterdam - Gorinchem in de periode 1878-1899 | Aantal reizigers op de lijndienst Rotterdam - Gorinchem in de periode 1878-1899 |
| jaar                                                                            | aantal                                                                          | cent                                                                            | gem./dag                                                                        |
| ------------------------------------------------------------------------------- | ------------------------------------------------------------------------------- | ------------------------------------------------------------------------------- | ------------------------------------------------------------------------------- |
| 1878                                                                            | 355.076                                                                         | 28                                                                              | 1212                                                                            |
| 1884                                                                            | 822.899                                                                         | 25,5                                                                            | 2248                                                                            |
| 1886                                                                            | 751.625                                                                         | 25                                                                              | 2059                                                                            |
| 1888                                                                            | 638.430                                                                         | 23                                                                              | 1890                                                                            |
| 1899                                                                            | 799.606                                                                         | 22,5                                                                            | 2298                                                                            |

Na 1892 werd de nadruk steeds meer gelegd op toeristische dienstverlening, de "Watertochtjes" van Fop Smit & Co waren een begrip. De luxe salonschepen Merwede I en de W.F. Leemans en later de President Krüger (1902) en de President Steijn (1902) werden ingezet voor de toeristische lijnvaarten en ook voor rondvaarten. De rederij richtte zich hiermee op de gegoede burger en de buitenlandse toerist. De schepen waren verfraaid met kunstwerken en aan boord werd een uitgebreid buffet geserveerd door een goede restaurateur.
De Eerste Wereldoorlog was problematisch voor alle rederijen in Nederland en dus ook voor Fop Smit & Co. Vervoer van en naar Duitsland kwam gaandeweg tot stilstand, waardoor op dat terrein actieve schippers uitweken naar binnenlands vervoer en dat betekende toenemende concurrentie voor de anderen. Vanaf midden 1916 was er een tekort aan steenkool en vanwege gestegen kosten voor levensonderhoud moesten Nederlandse bedrijven hogere lonen betalen. Fop Smit leed die jaren, en daarna, dan ook verlies. Maar dankzij de toeristische activiteiten kon de rederij het hoofd boven water houden. Vanaf 1919 werd de lijn Rotterdam- Oostvoorne bediend, die een concurrent vormde voor de RTM, ook werden havenrondvaarten gehouden met de aangekochte Merwede V. Vanaf 1920 werd op zondag en woensdag een dienst gevaren tussen Rotterdam en Maasoord (in die tijd een "krankzinnigeninrichting") en vanaf 1922 de zomerdienst Rotterdam - Hoek van Holland. Naast deze activiteiten werden ook nog een aantal kleine overzetveren onderhouden.

Ook in het buitenland waren de watertochtjes en de lijndiensten bekend, in allerlei bladen en reisgidsen werden ze genoemd: o.a. Duitsland (Plauderei über Holland, 1908),
Zuid-Afrika (Wat ons in Holland gesien 't, 1914), Engeland (Through Holland by the Netherland State Railways, 1914) en Frankrijk (Au pays hollandais, 1913). 

### RTM
De RTM bouwde vanaf 1878 aan een omvangrijk netwerk van op elkaar aansluitende tram- en bootverbindingen tussen Rotterdam en de Oosterschelde. Met name na de Eerste Wereldoorlog werden veel concurrenten overgenomen. De RTM spande zich vanaf 1924 in om grip te krijgen op Fop Smit & Co, hetgeen uiteindelijk in 1928 resulteerde in een overname De directeur van de RTM, ir A.J. Kuiper, kreeg ook de leiding over de rederij. 
In die jaren ondervonden de stoombootrederijen in toenemende mate concurrentie van de vrachtwagen, de autobus en lokale tramlijnen. Fop Smit & Co noteerde enkele jaren van verlies en matig onderhoud van de schepen. In 1935 werd de belangrijkste lijndienst, die van Rotterdam naar Dordrecht, verkocht aan de Reederij op de Lek. In de daaropvolgende jaren werden steeds meer activiteiten beëindigd of afgestoten en schepen verkocht. Op 31 december 1949 werden alle activiteiten gestaakt en 5 juni 1952 werd de liquidatie van het bedrijf afgerond.

## Kunst
Omdat het bedrijf zich richtte op de gegoede burgerij werden de salonraderboten luxe uitgevoerd en voorzien van werken van bekende kunstenaars. Het eerste vlaggenschip uit 1879, de Merwede I, werd verfraaid met 50 kunstwerken die waren aangebracht tussen de ramen van de grote salon. De werken waren van Theo van Hoytema, die panelen met vogels en bloemen en afbeeldingen van zomer, lente, herfst en winter leverde. Op de W.F. Leemans werden vanaf 1897 wisselende exposities gehouden. In 1904 kreeg W.A. van Konijnenburg de opdracht om voor de eerste klas salon van de W.F. Leemans 21 schilderingen te maken. De hoogte van alle schilderingen was 76 cm en de breedte varieerde van 51 tot 27 cm. Van Konijnenburg noemde het geheel de apotheose van het landschap en onder elk schilderij stond een spreuk.

### Publicaties
In 1896 kwam een reisgids uit, Reisgids Fop Smit & Co, geïllustreerd door Hollandse meesters, leden van Pulchri Studio. Ook de affiches van de rederij werden door bekende kunstenaars ontworpen, zoals Willem van Konijnenburg, Arie Martinus Luijt en Wilhelmus François Leemans.

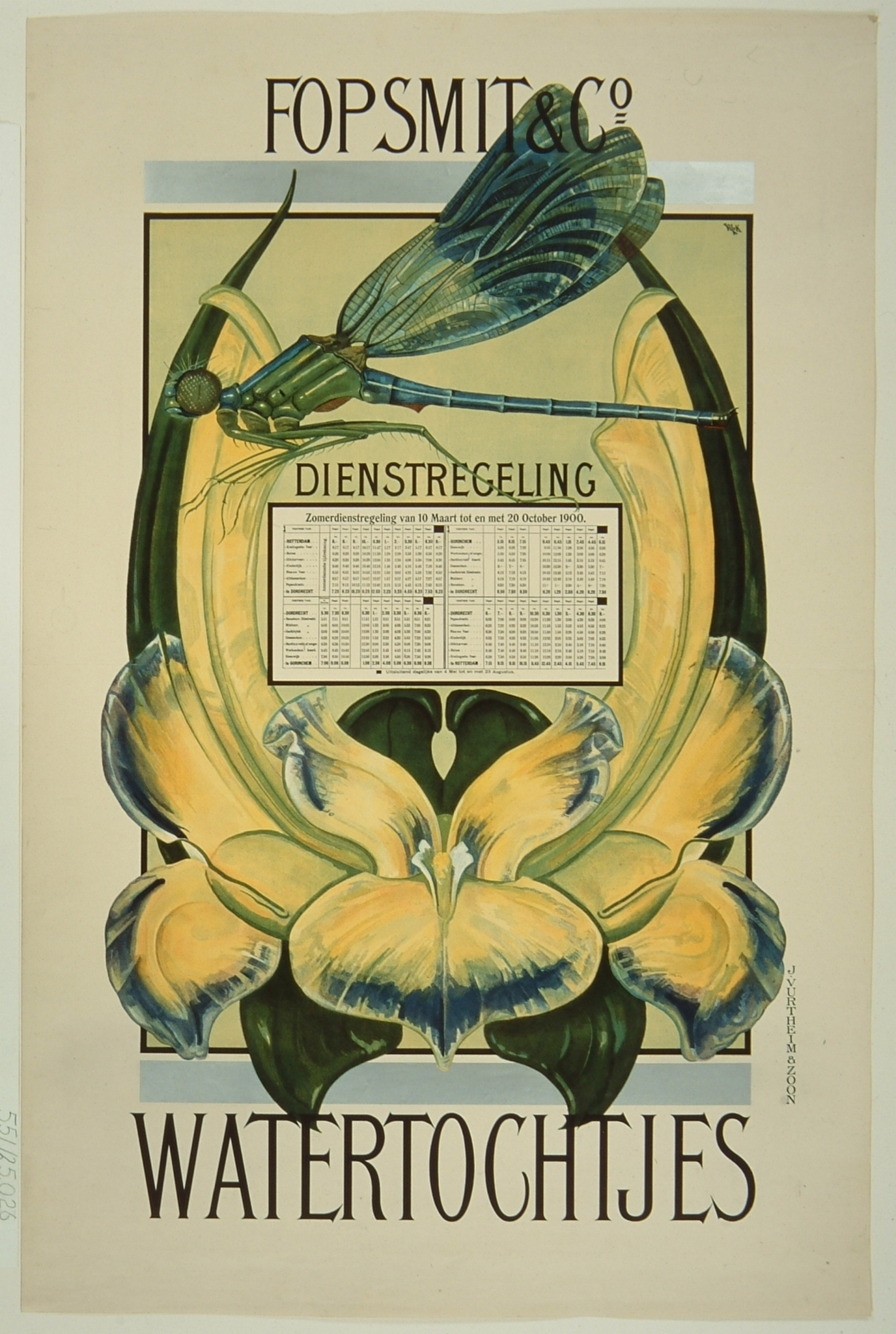
affiche 1900 (iris) (van Konijnenburg)
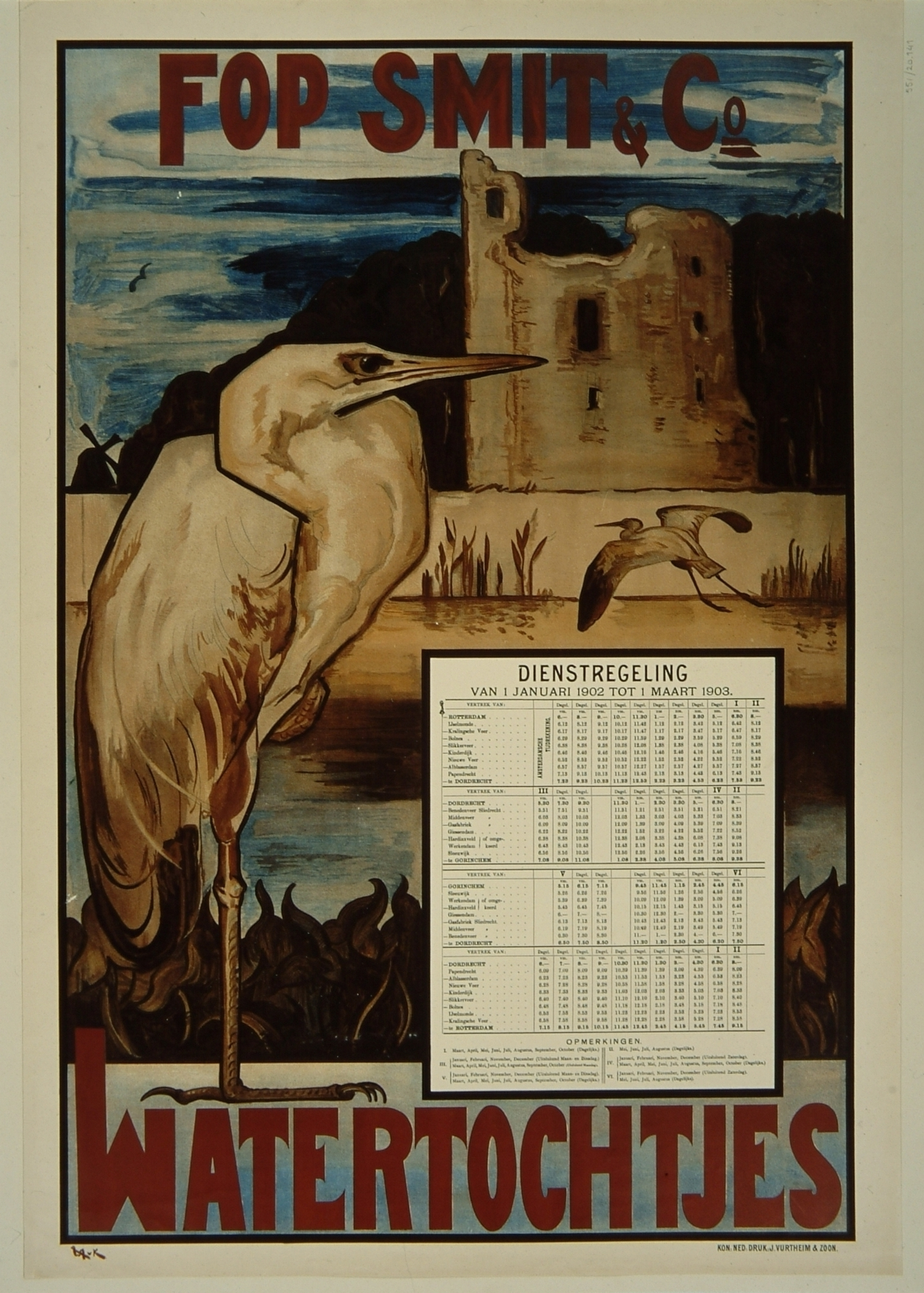
affiche 1902 (reiger) (van Konijnenburg)
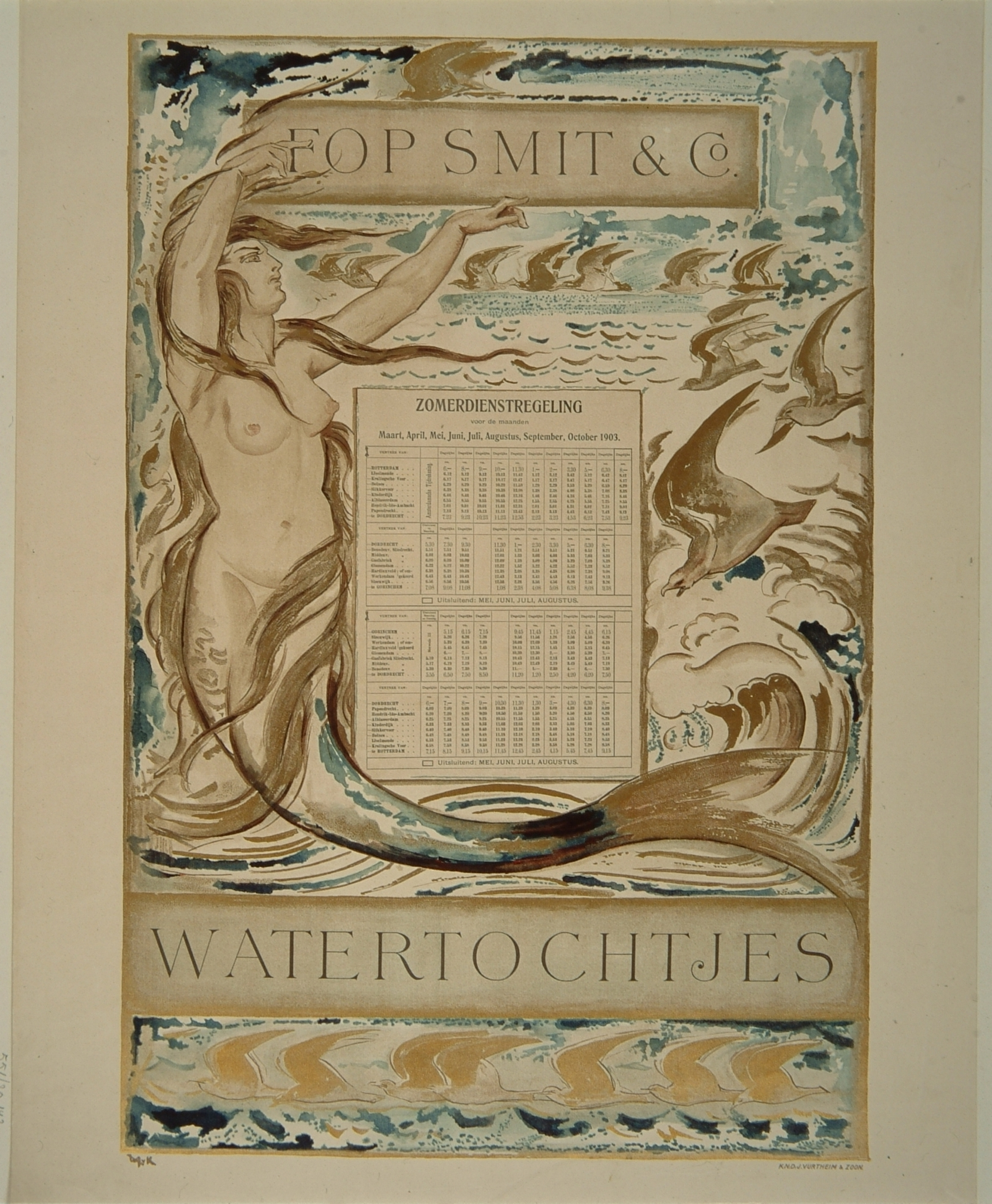
affiche 1903 (van Konijnenburg)
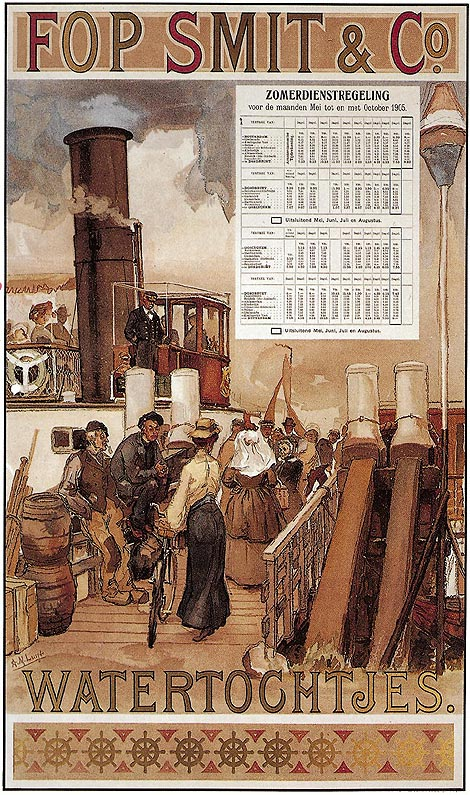
affiche 1905 (Luijt)
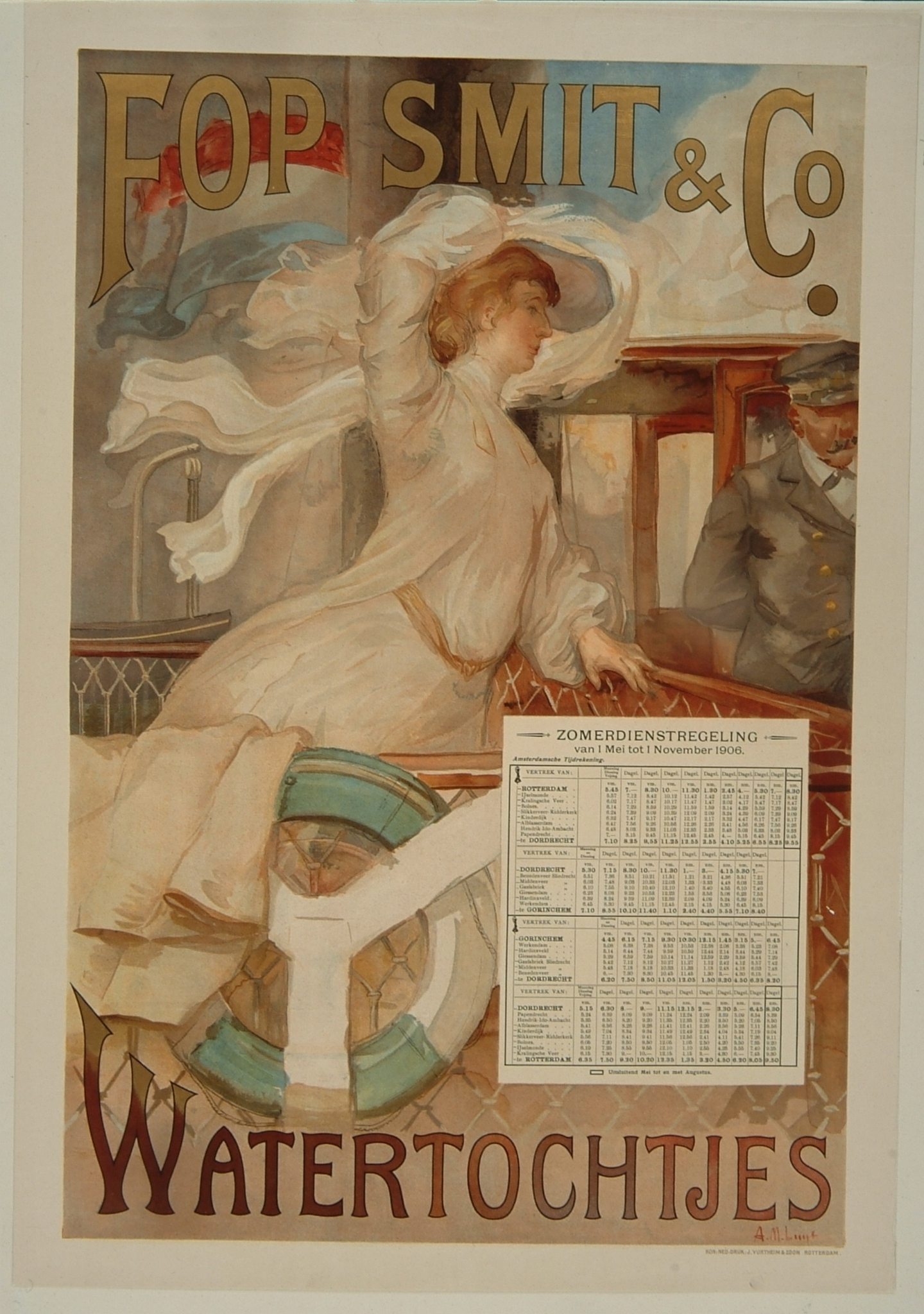
affiche 1906 (Luijt)
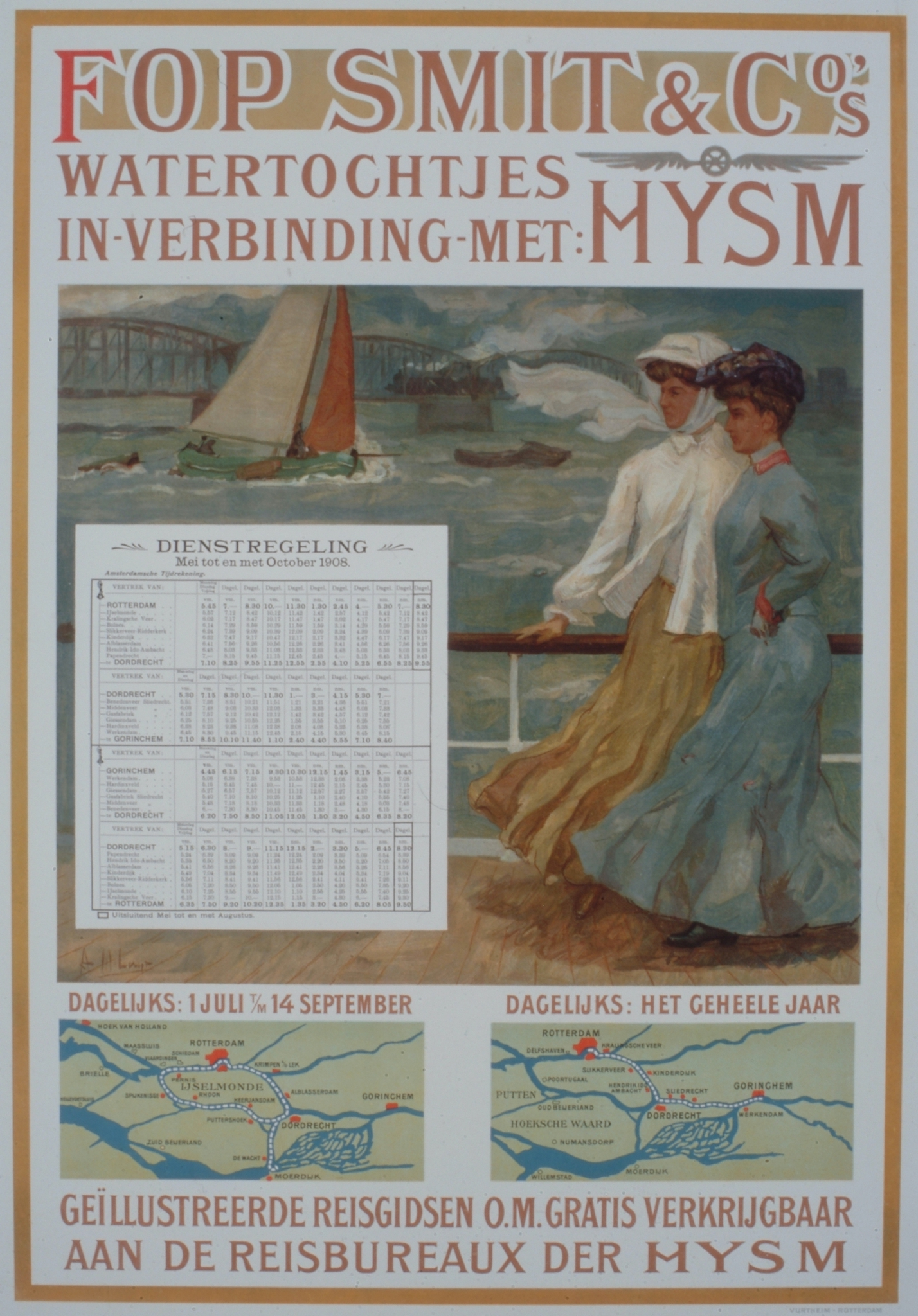
affiche 1908 (Luijt)
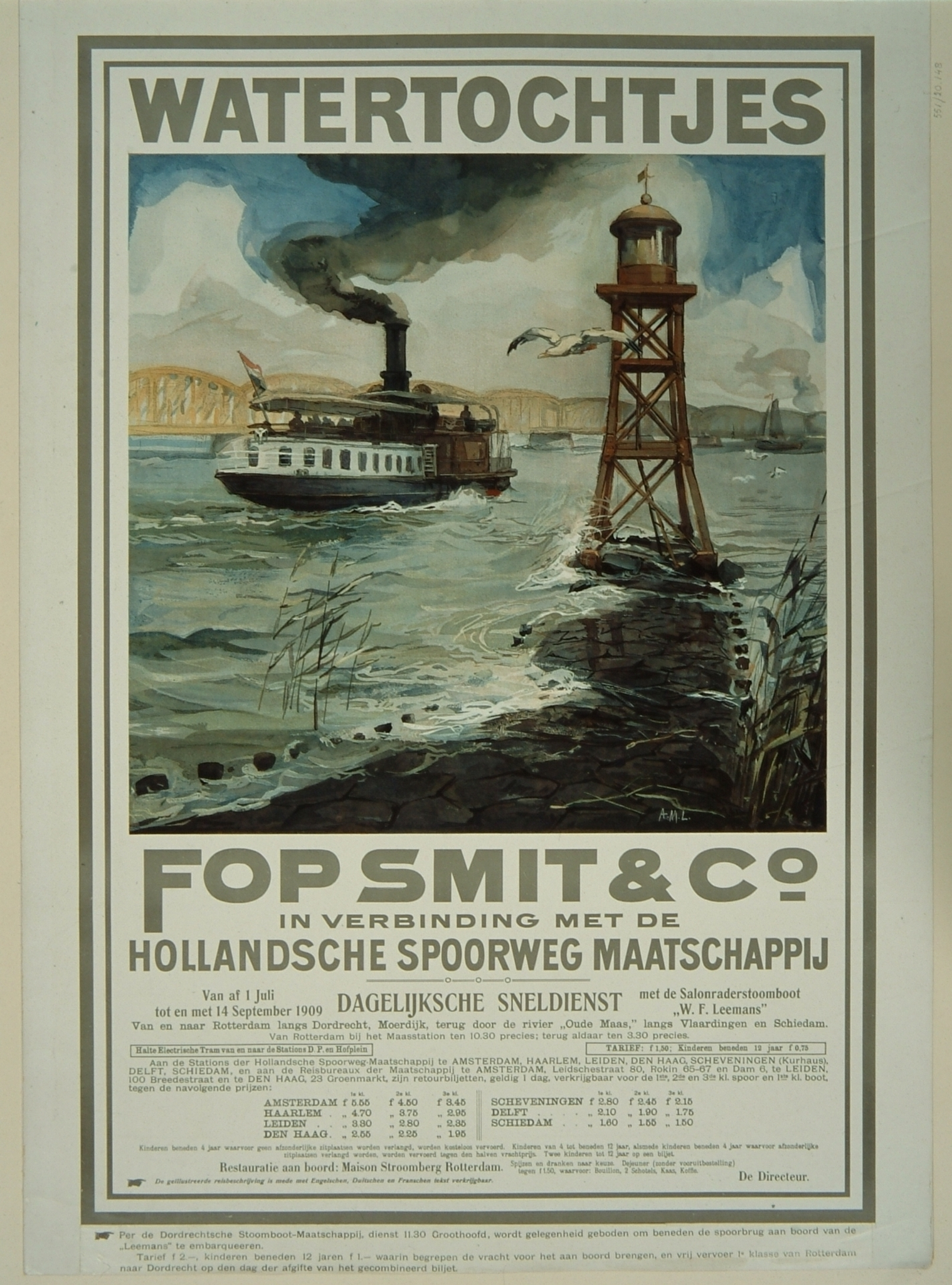
affiche 1909 (Luijt)

## Diensten
- lijndienst Rotterdam - Dordrecht; Oosterkade (naast het Maasstation), Kralingsche Veer, Bolnes, Slikkerveer, Kinderdijk, Nieuwe Veer (Ridderkerk), Alblasserdam, Papendrecht, Groothoofd (Dordrecht).
- lijndienst Dordrecht - Gorinchem; Gorinchem, Sleeuwijk, Werkendam, Giessendam, Gasfabriek (Sliedrecht), Middenveer (Sliedrecht), Benedenveer (Sliedrecht), Groothoofd (Dordrecht).
- veerdienst Kralingsche Veer - IJsselmonde
- veerdienst Ridderkerk - Nieuw-Lekkerland - Krimpen a/d Lek
- rondvaart Rotterdam - Dordrecht - Moerdijk
- rondvaart Rotterdam - Dordrecht - Loevesteijn
- zomerdienst Rotterdam - Oostvoorne
- zomerdienst Rotterdam - Hoek van Holland
- havenrondvaarten
- Rotterdam - Maasoord

Ook in het buitenland waren de watertochtjes en lijndiensten bekend o.a. Duitsland (Plauderei über Holland, 1908),
Zuid-Afrika (Wat ons in Holland gesien 't, 1914),
Engeland (Through Holland by the Netherland State Railways, 1914) en
Frankrijk (Au pays hollandais, 1913)

## Schepen
De belangrijkste schepen waren:

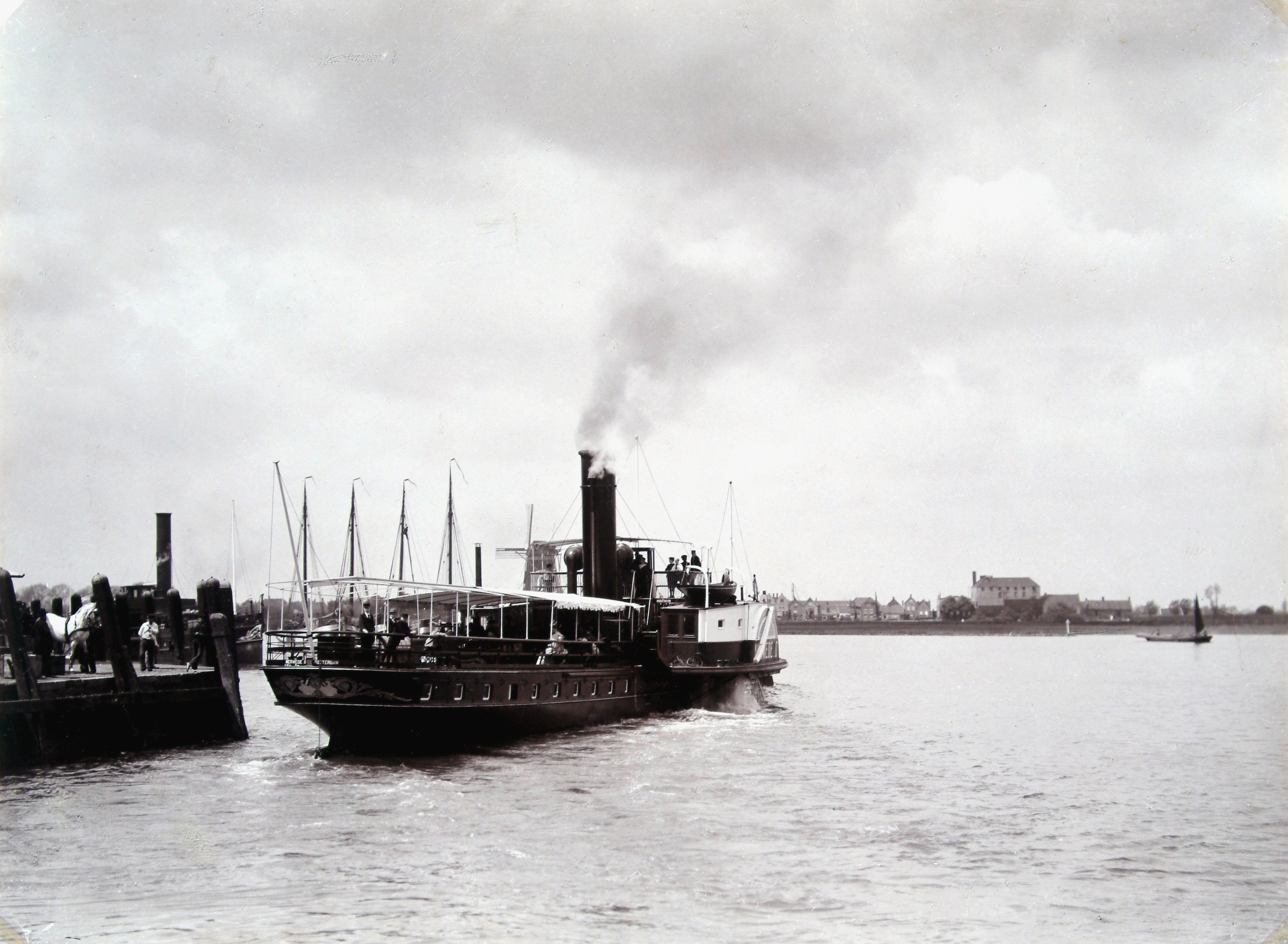
1877 - 1913, de raderstoomboot Merwede II gebouwd in 1865 bij Fop Smit in Kinderdijk voor de Stoombootdienst Merwede. Afmetingen: 53.35 * 5.95 m, stoommachine 2 cilinder Stephenson 80 pk.
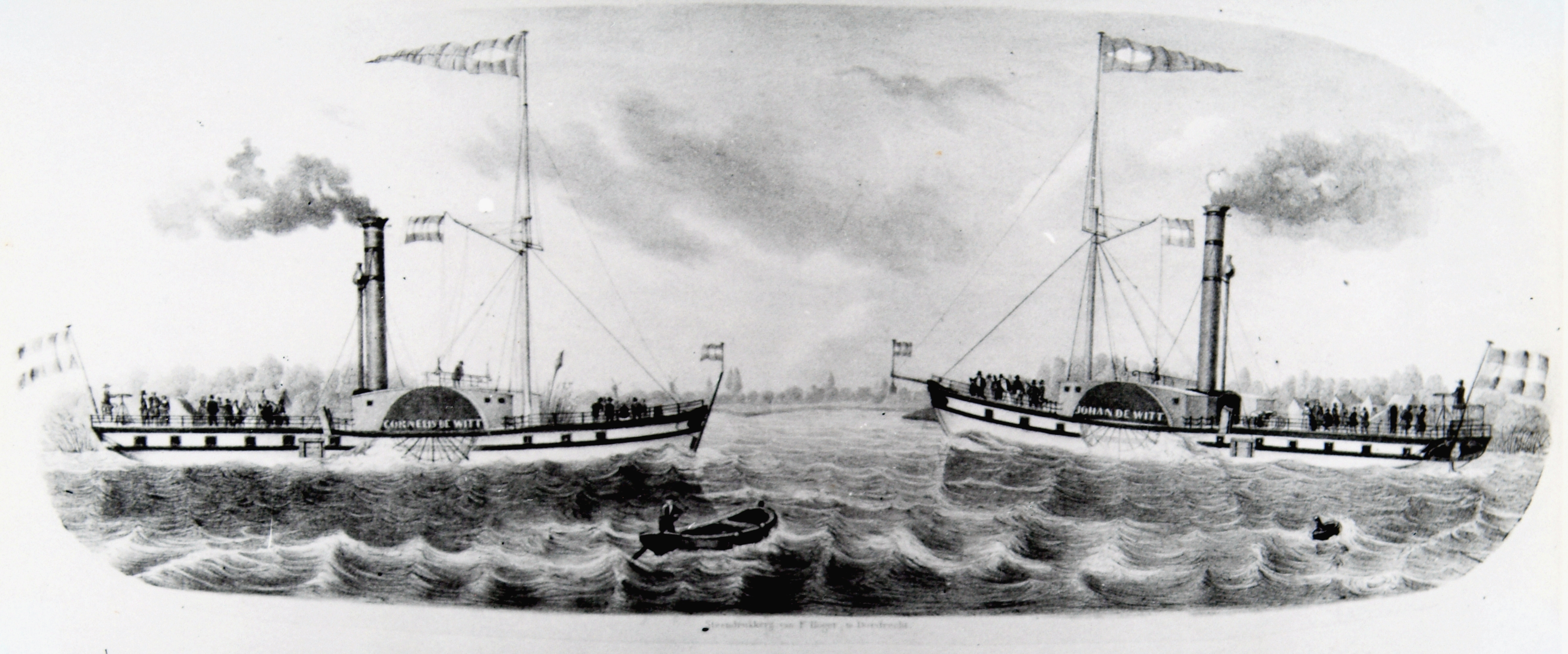
1877-1892, identieke stoomraderboten Johan en Cornelis de Witt, gebouwd in 1848 bij werf der Moerdijkse Stoomboten voor de DSM. Afmetingen: 42.10 * 7,17 m.
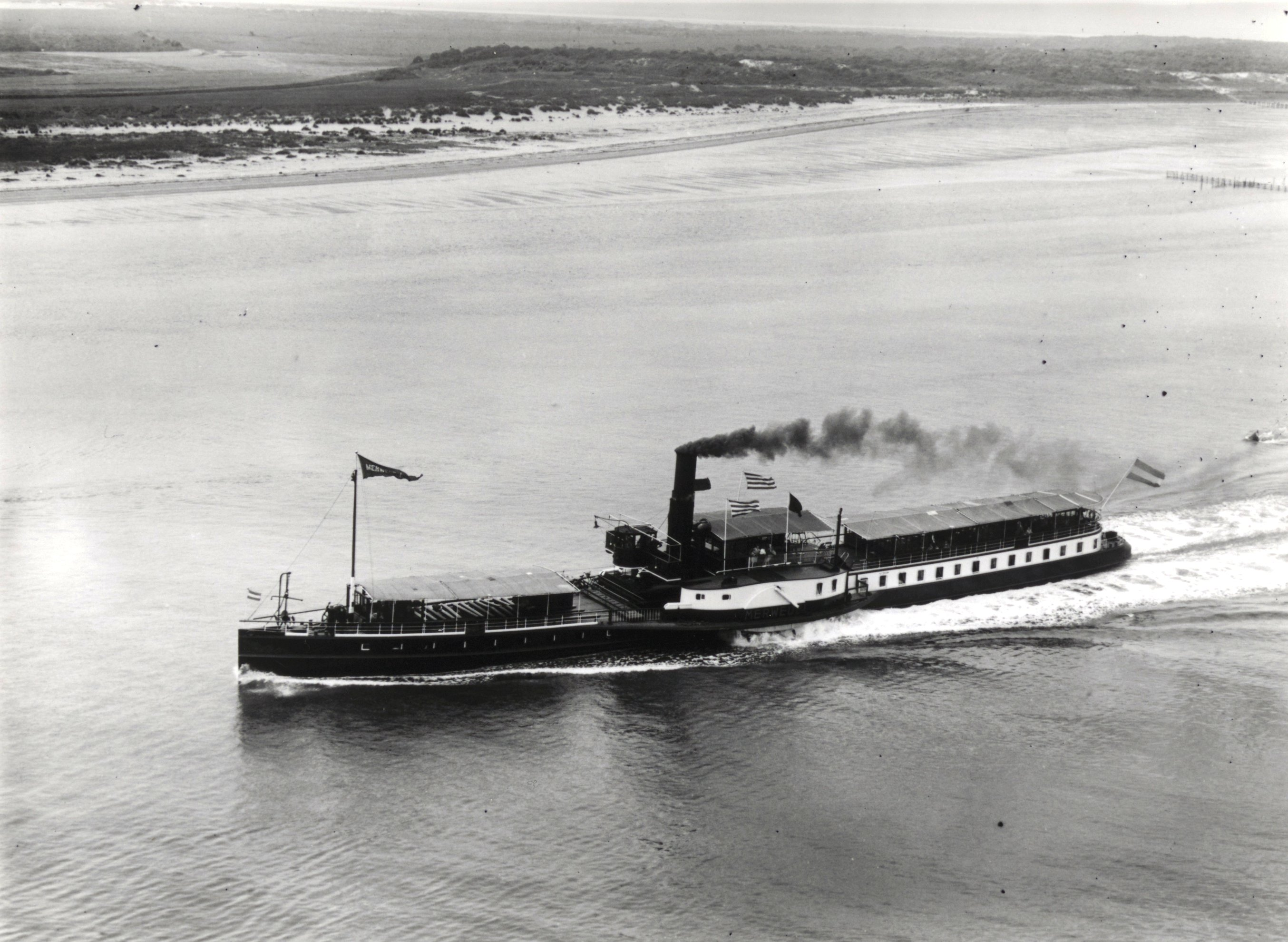
1879 - 1937, de luxe salonraderboot Merwede I, gebouwd in 1879 op de werf van Cornelis en Pieter Boele in Bolnes. Afmetingen: 63.25 * 12.40 m.
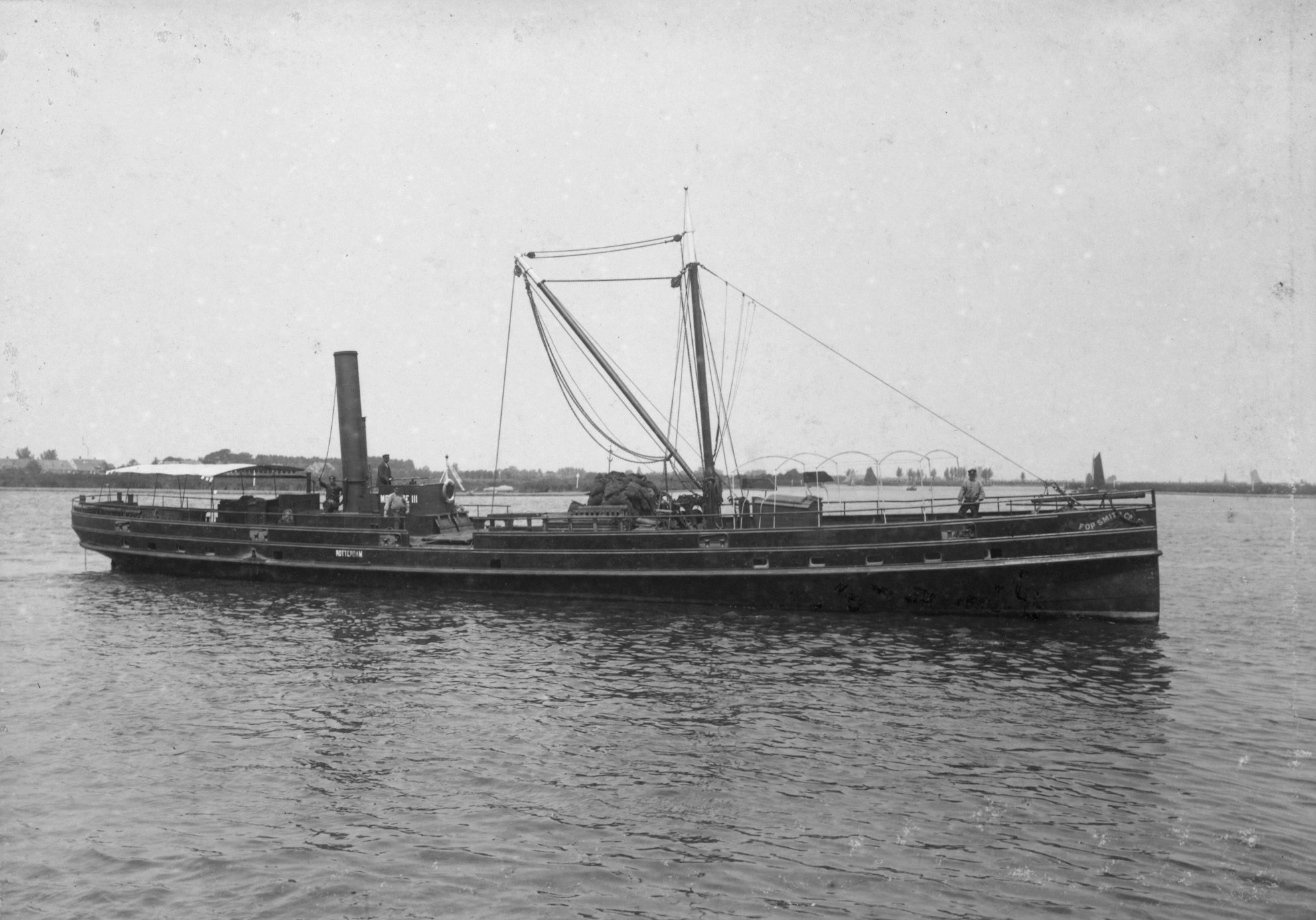
1878 - 1937, schroefstoomschip Merwede III, gebouwd op de werf van Cornelis en Pieter Boele in Bolnes. Afmetingen: 36.00 * 5.66 m.
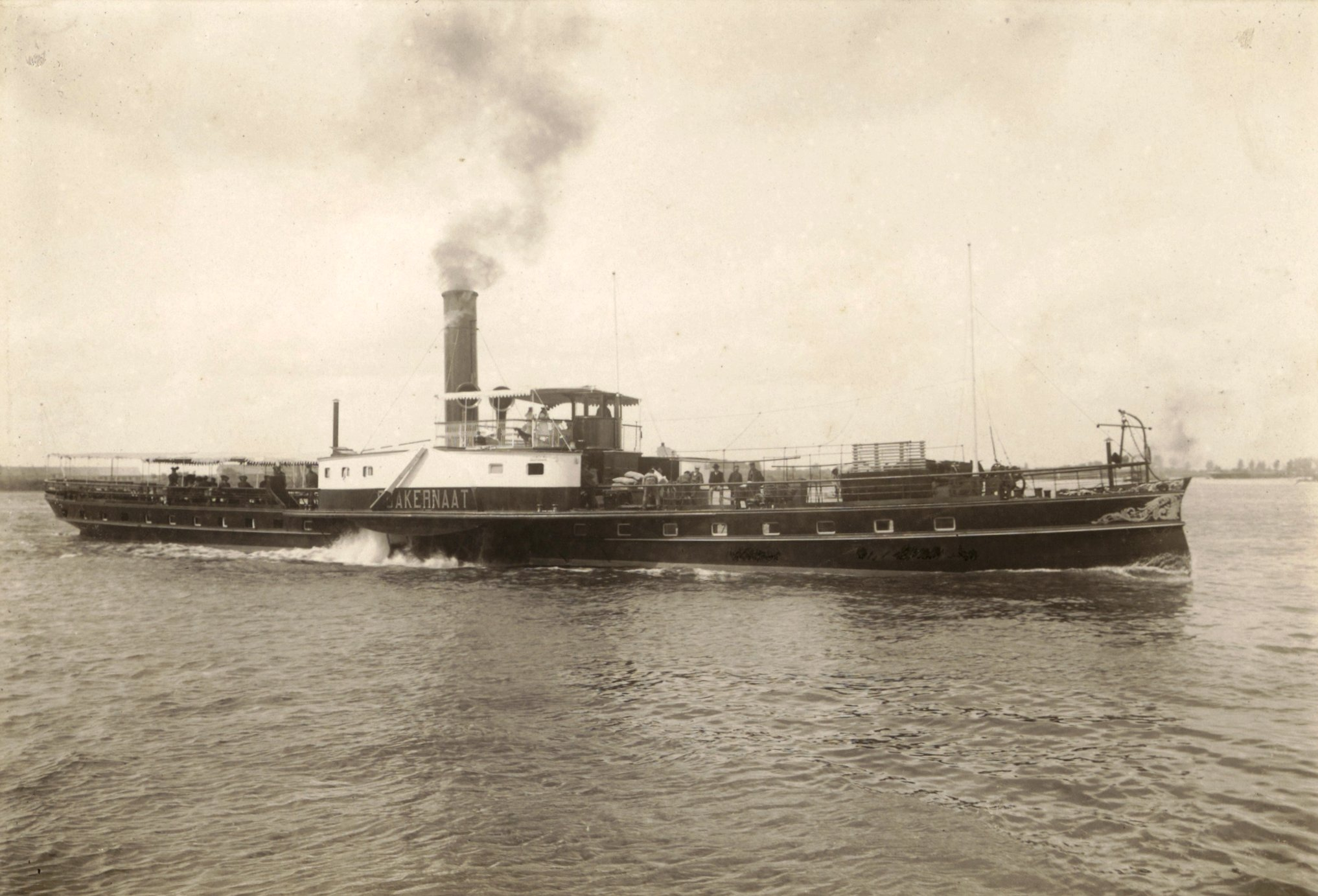
1883 - 1933, raderstoomboot Quakernaat, gebouwd op de werf van L. Smit & Zn. (Fop Smit) te Kinderdijk. Afmetingen: 53.80 * 11.45 m.
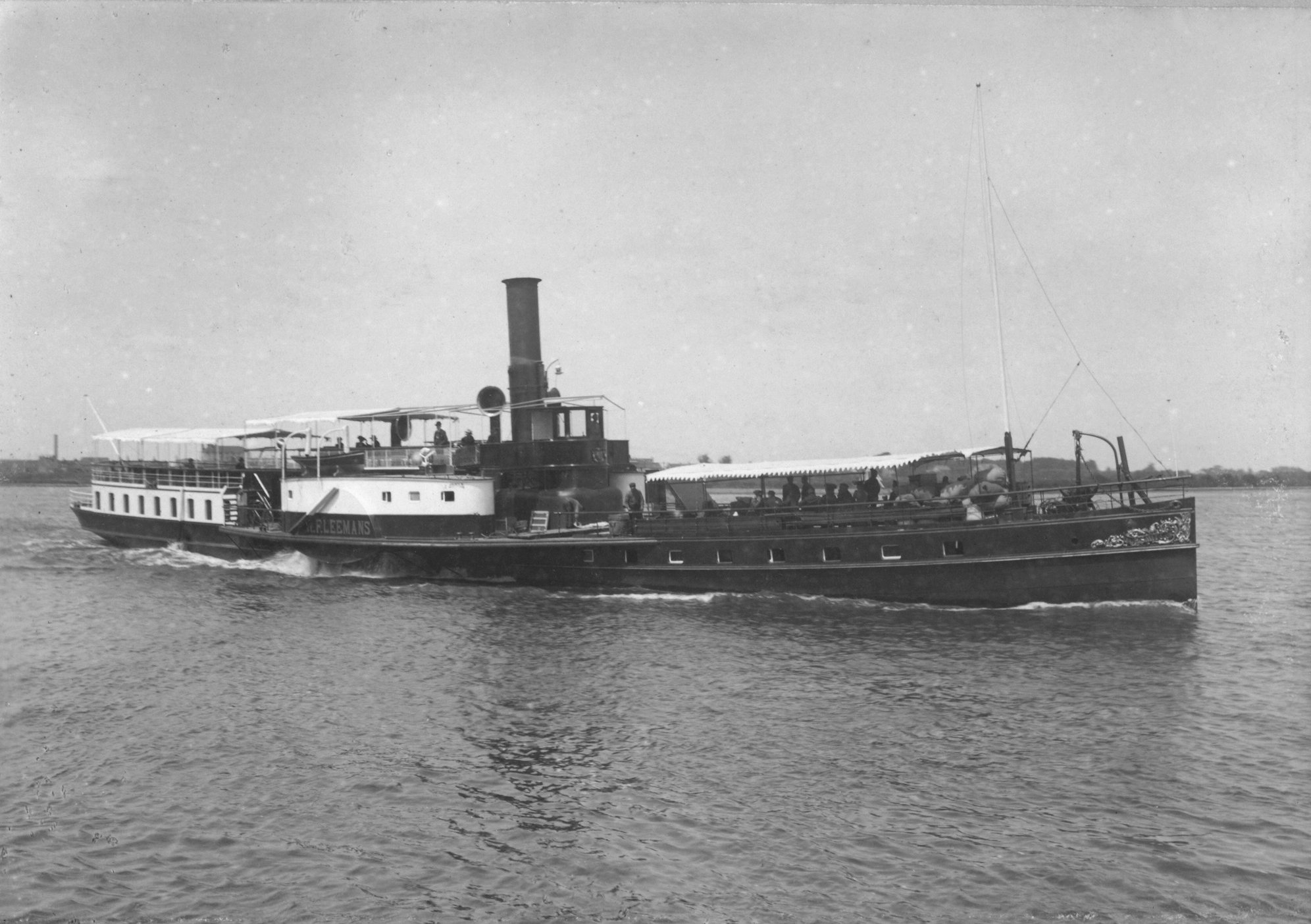
1897 - 1937, salonraderboot W.F. Leemans, gebouwd op de werf van L. Smit & Zn. te Kinderdijk. Afmetingen: 57.35 * 12.00 m.
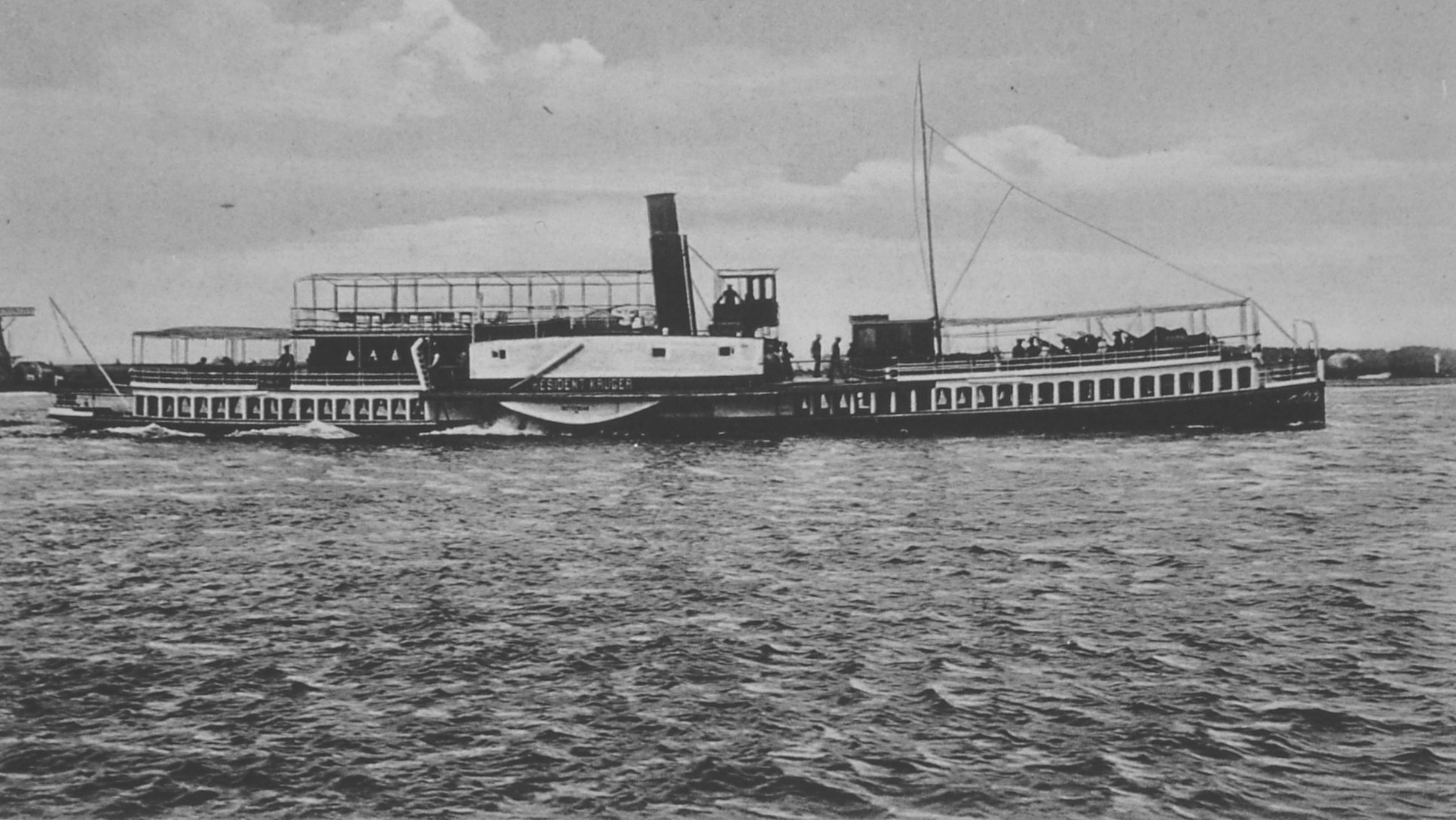
1902 -1937, de President Krüger, gebouwd op de werf van J&K Smit te Kinderdijk. Afmetingen: 51.60 * 12.50 m.
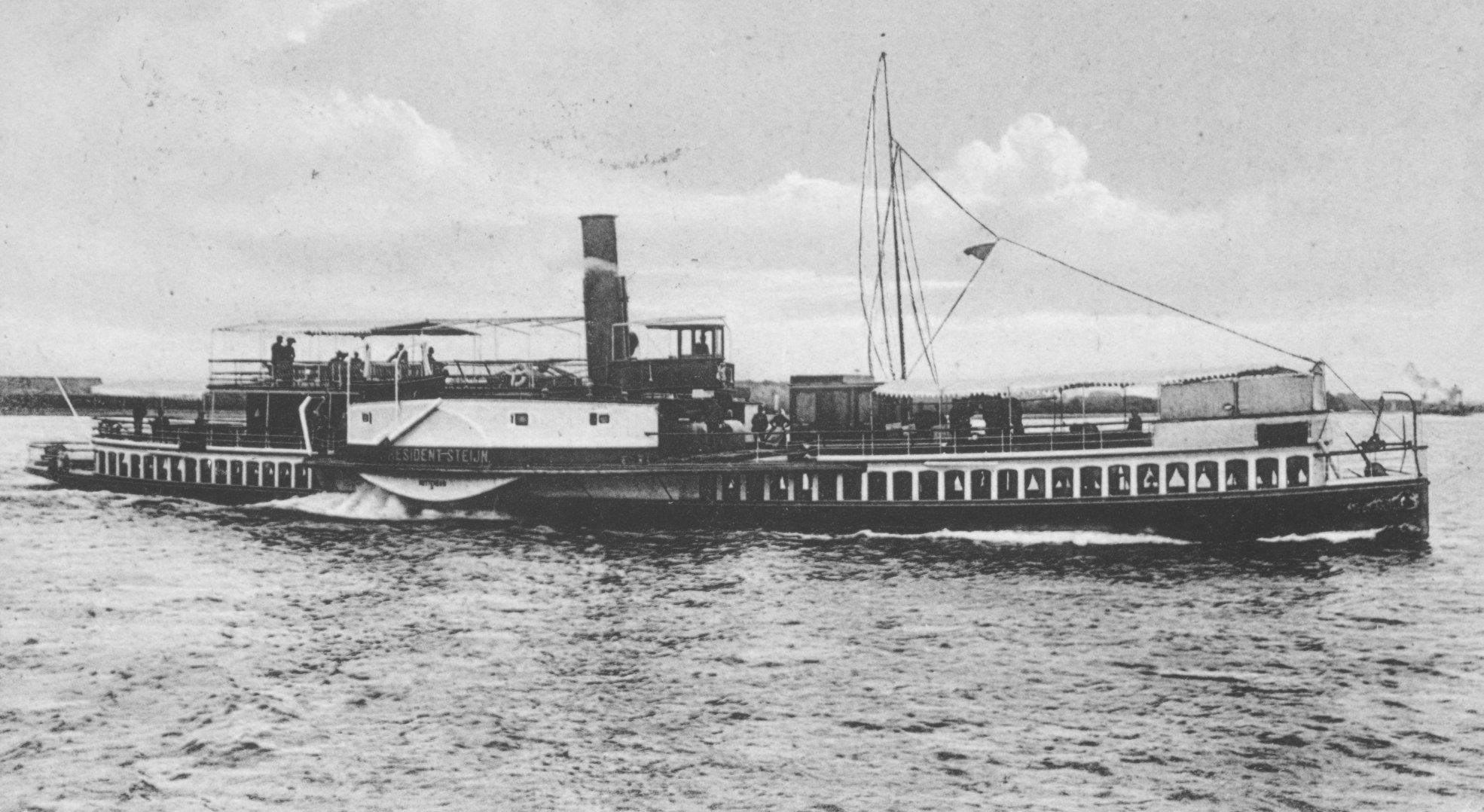
1902 -1937, de President Steijn, gebouwd op de werf van J&K Smit te Kinderdijk. Afmetingen: 51.60 * 12.50 m.

## Media

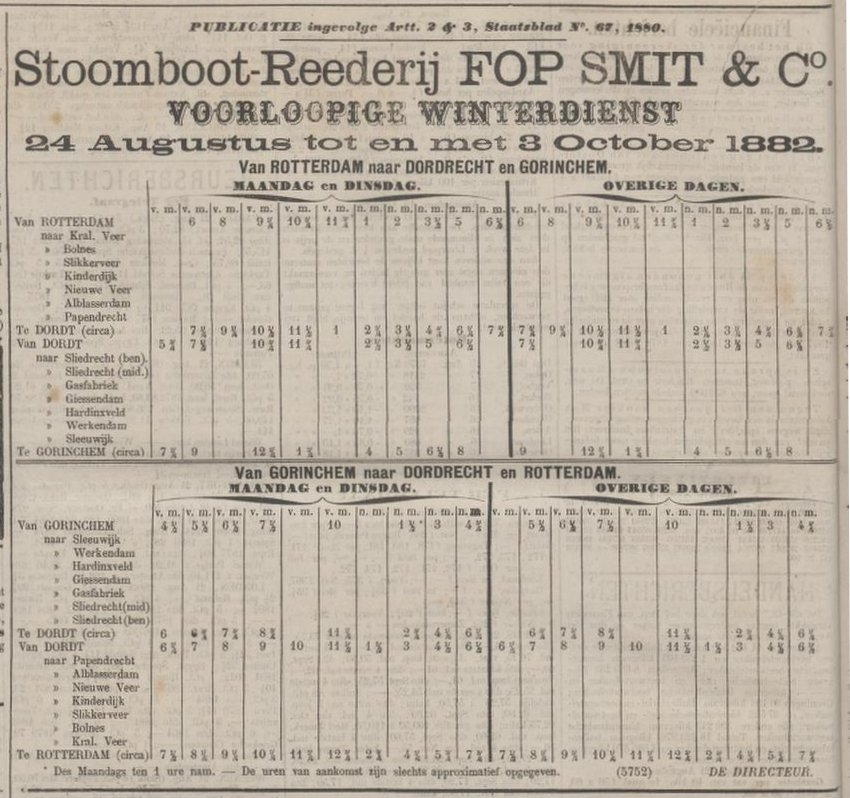
Winterdienstregeling 1882
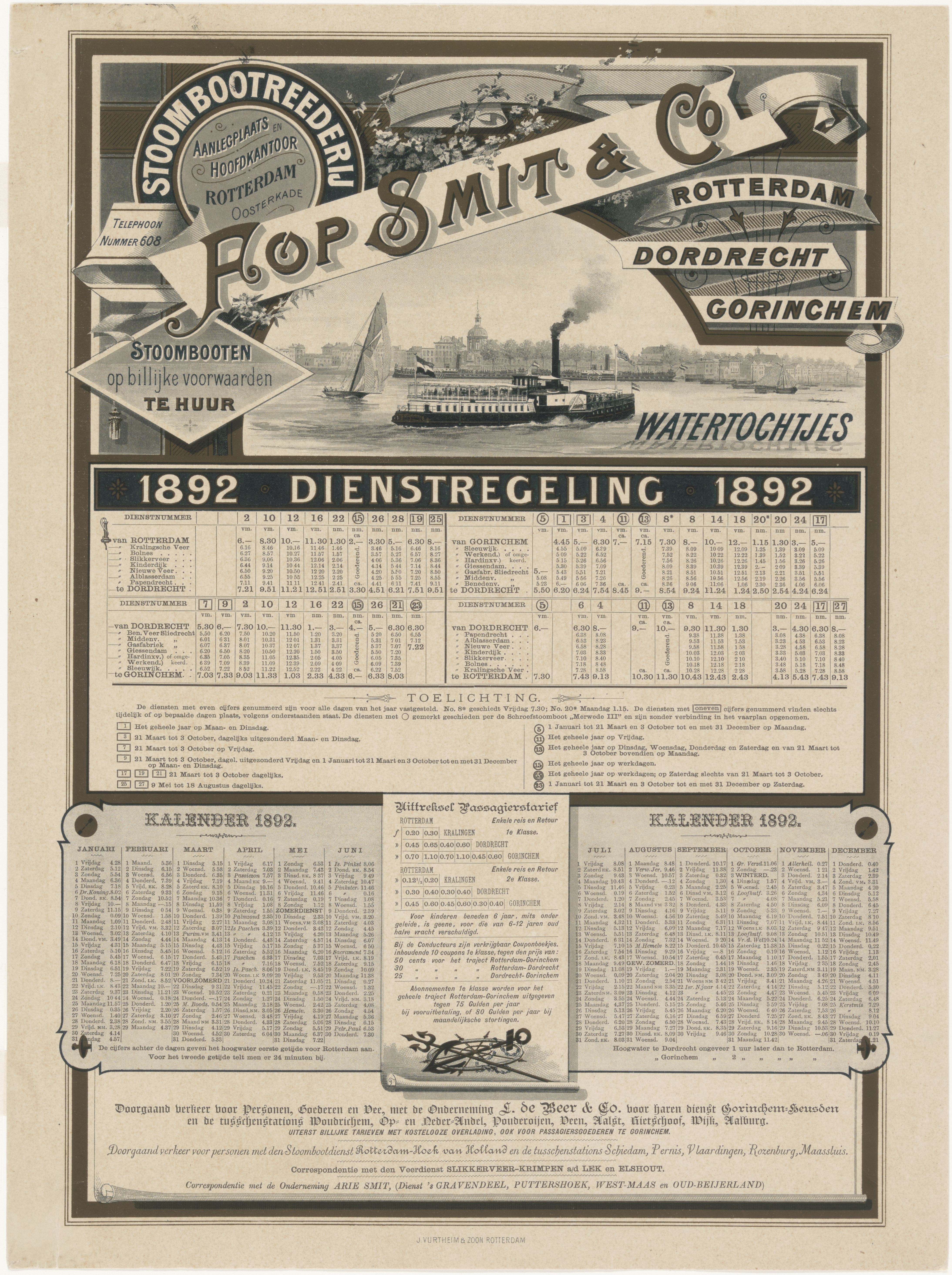
Dienstregeling 1892
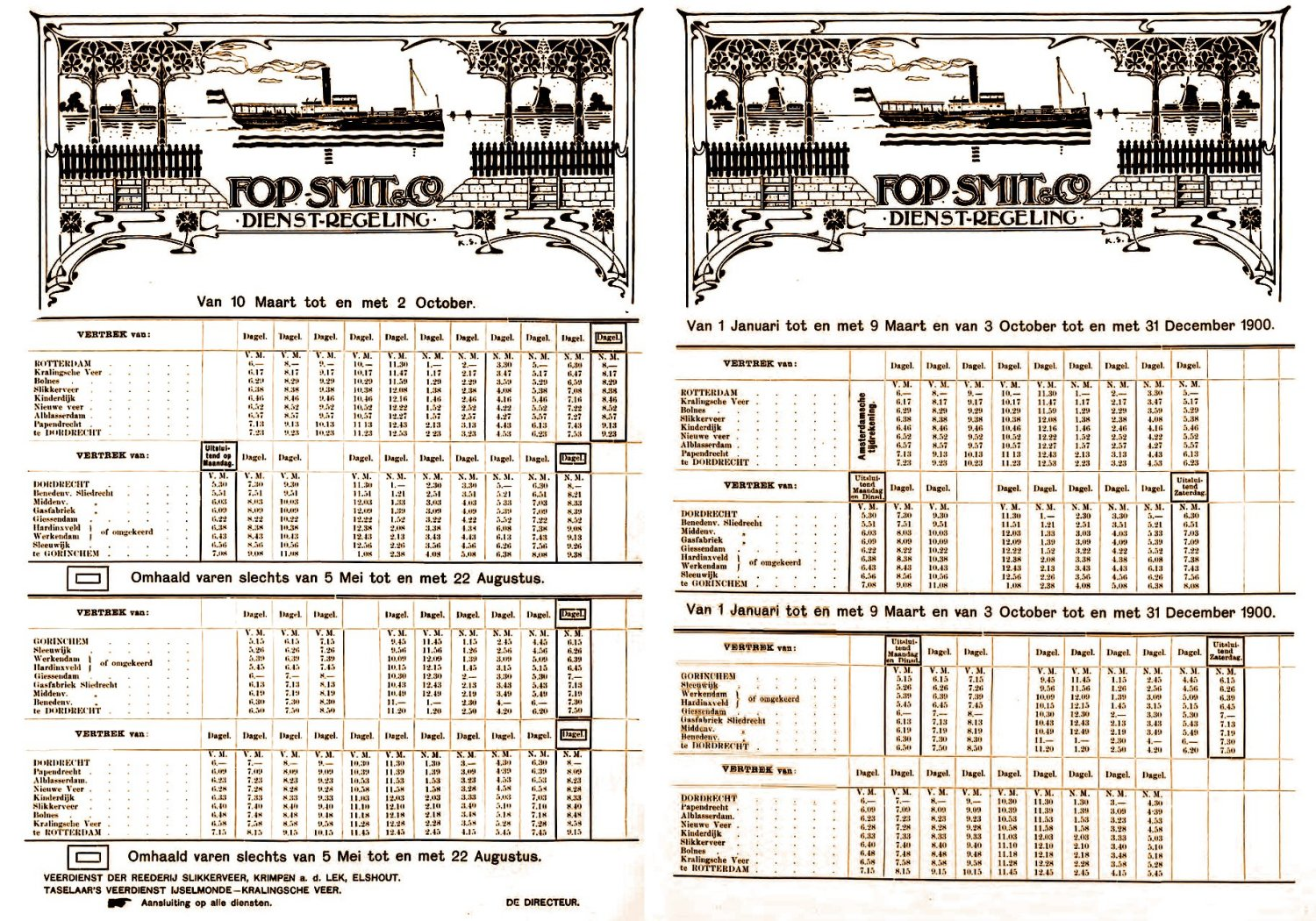
Dienstregeling 1900
- video Fop smit & Co Dordrecht, 1926
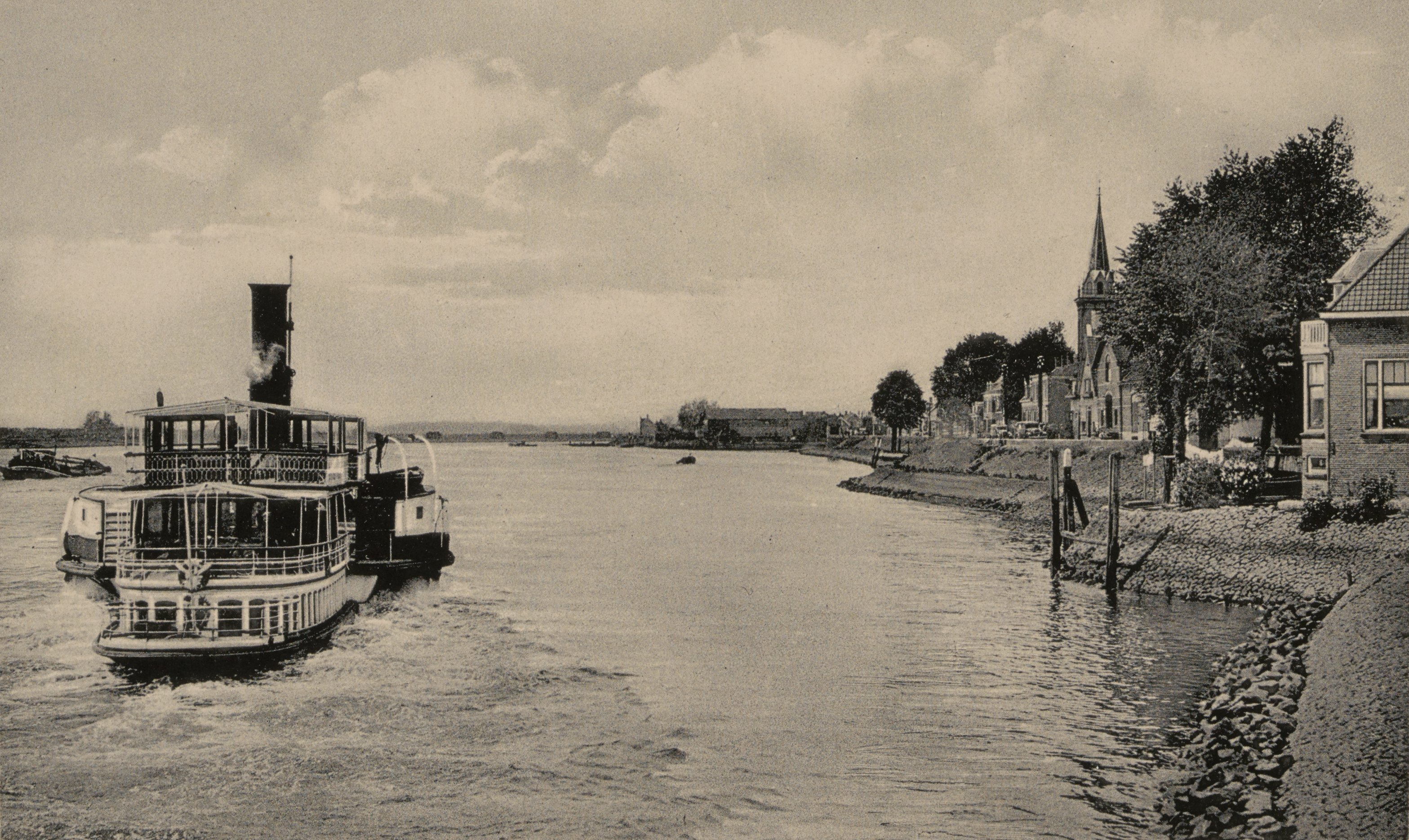
Een salonraderboot van Fop Smit & Co bij Alblasserdam
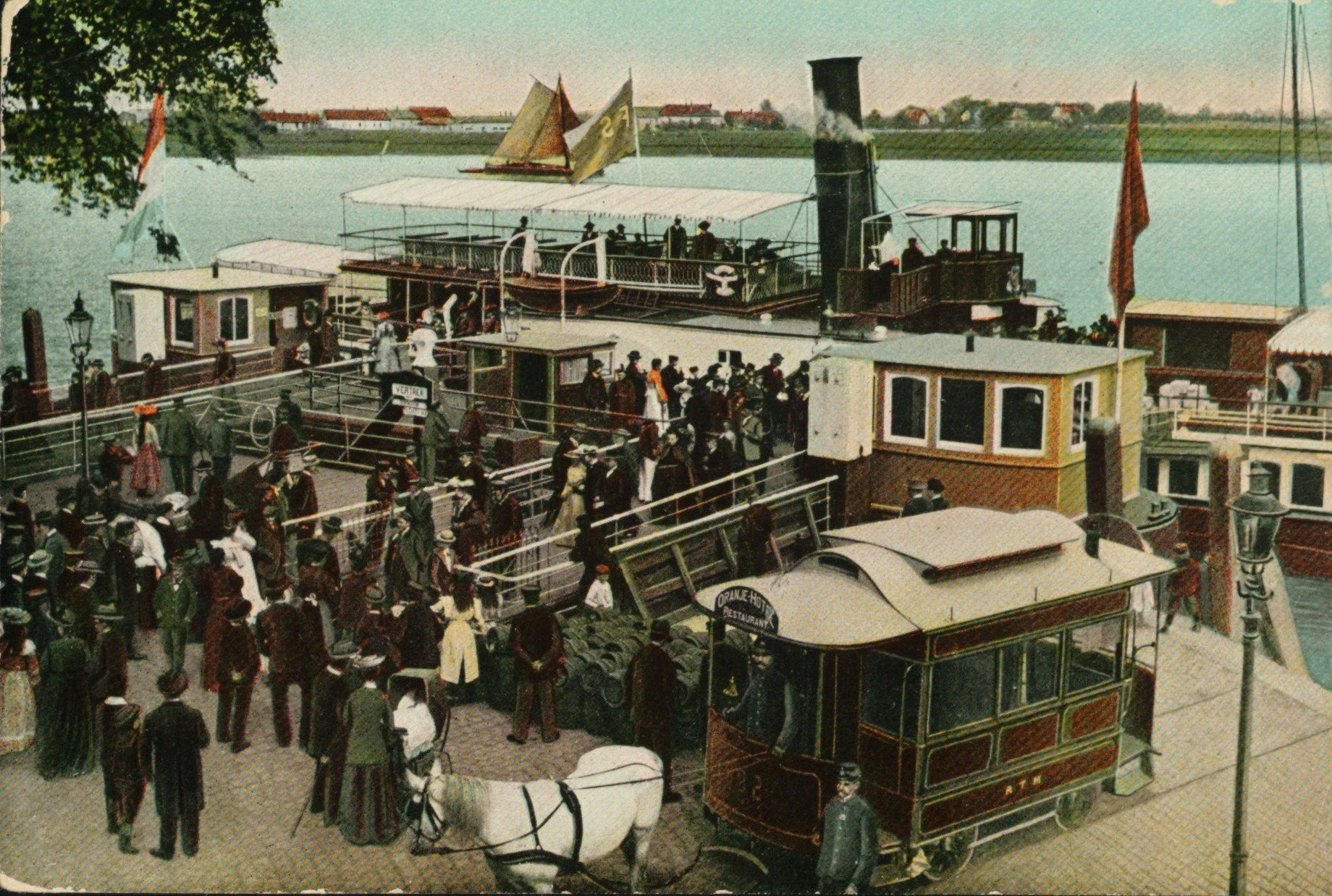
Aanlegplaats Stoomboot-Reederij Fop Smit & Co Dordrecht, 1925
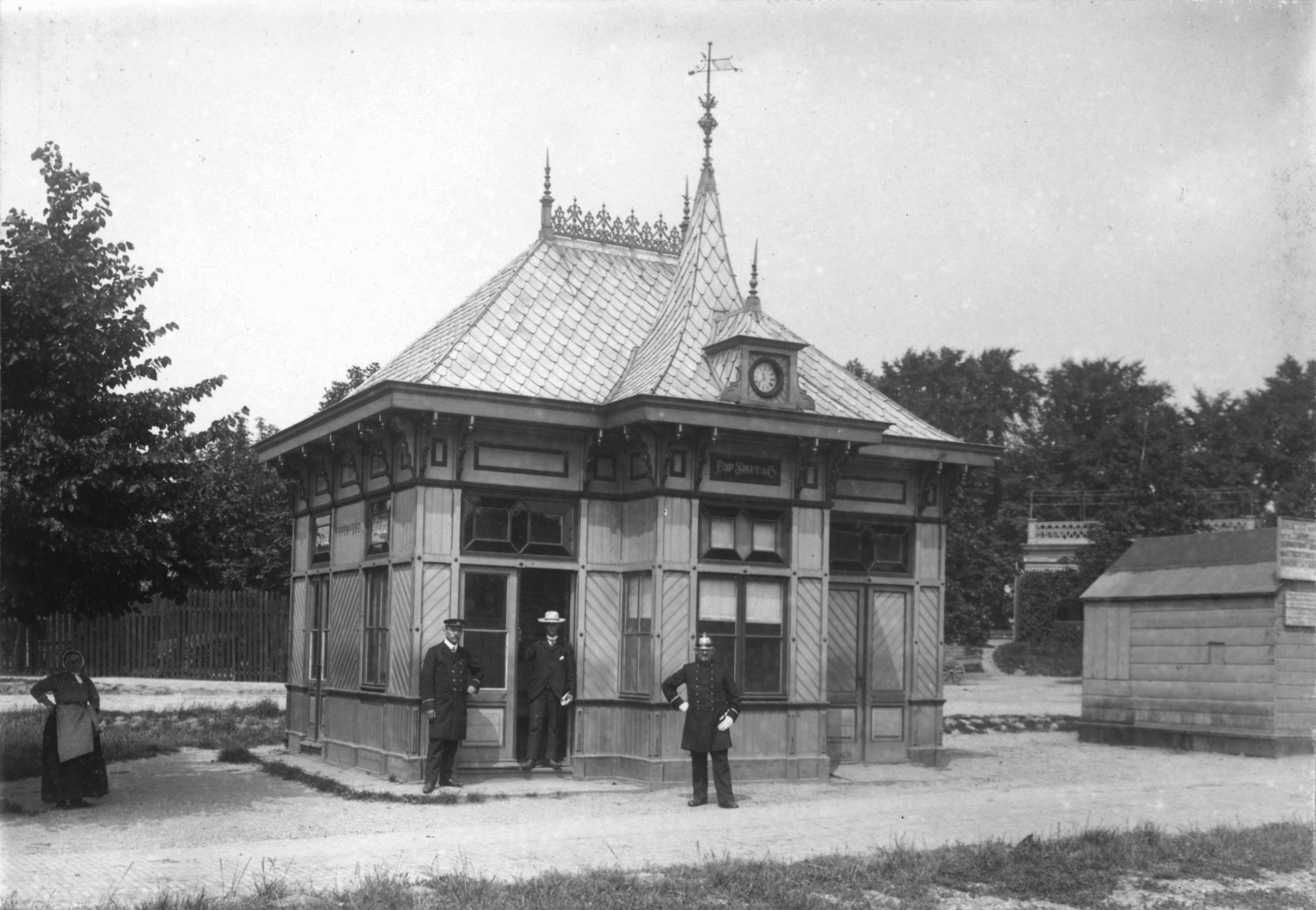
Wachthuis Gorinchem, buiten de Waterpoort
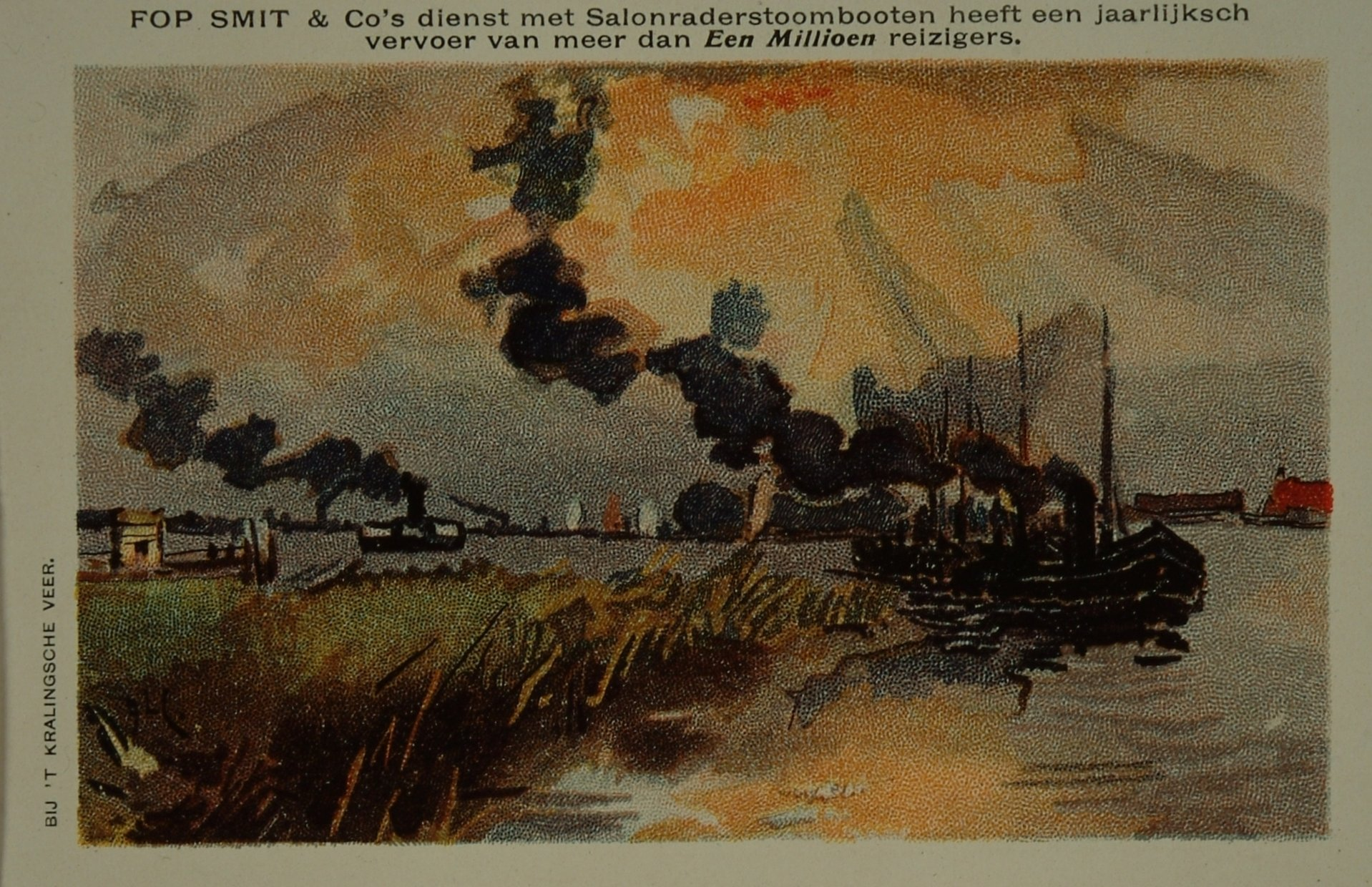
Kralingsche veer prentbriefkaart uit serie
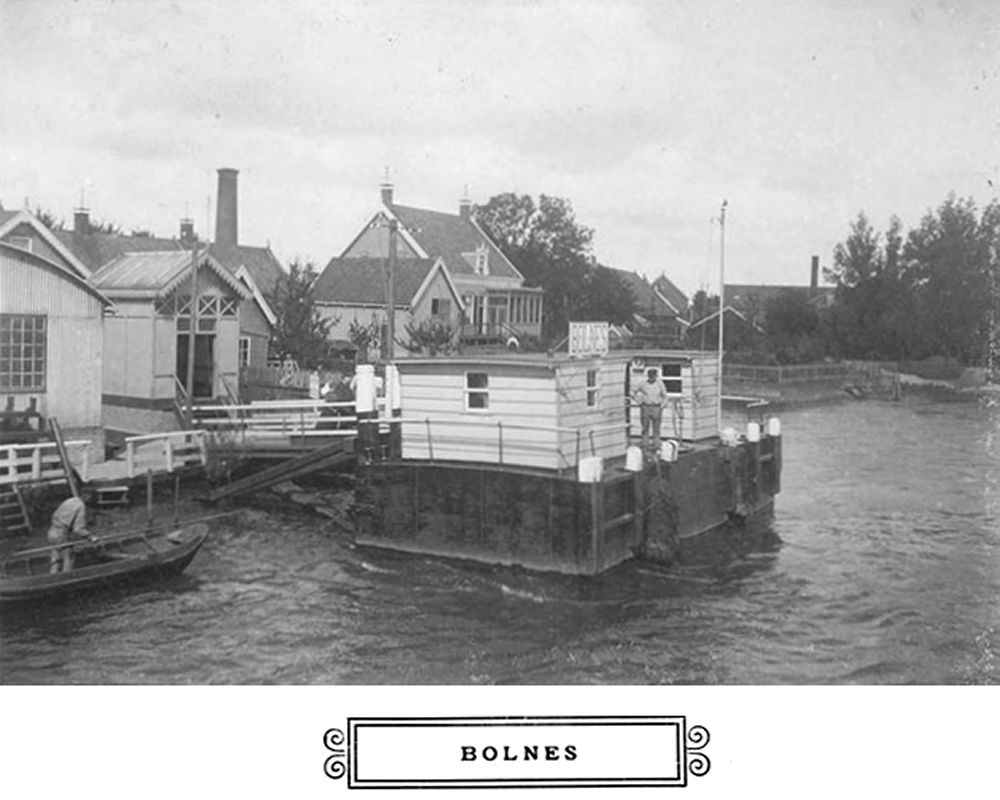
Aanlegplaats Bolnes, 1906

## Wetenswaardigheden
- Vrijwel alle kunst uit de Merwede I ging verloren na een aanvaring met de Leerdam III van de Leerdamsche Stoomboot Maatschappij op 4 januari 1914. De Merwede zonk en werd pas 6 weken later op de werf gelift. De meeste schilderingen waren inmiddels onherstelbaar beschadigd.
- Koninklijk bezoek: 30 mei 1891 maakten koningin-regentes Emma en koningin Wilhelmina op uitnodiging van het gemeentebestuur van Rotterdam een tocht met de Merwede I van Hoek van Holland naar Rotterdam. In 1897 maakte Wilhelmina op uitnodiging van het gemeentebestuur van Dordrecht met de W.F. Leemans een vaartocht van Dordrecht naar de Ruïne van Brederode.